# 莫诺里艾尔德
莫诺里艾尔德，是匈牙利佩斯州所辖的一个村。总面积13.55平方公里，总人口3556，人口密度262.4人/平方公里（2011年1月1日）。